# ТЕЦ „София“
ТЕЦ „София“ е топлофикационна електроцентрала в София, България, собственост на „Топлофикация София“.
Основното ѝ предназначение е топлофикацията на централната и северната част на града, а основното гориво е природен газ. Има възможност за производство на електричество в 4 турбинни агрегата с общ капацитет 125 MW.

## История
Строежът на ТЕЦ „София“ започва на 22 юни 1947 г., като това е едно от първите предприятия на започнатата от комунистическия режим кампания за индустриализация на стопанството. При първоначалното изграждане в централата е инсталирано американско оборудване, доставено по американско-съветско споразумение – 3 парогенератора на „Бабкок & Уилкокс“ и 3 турбоагрегата, които по-късно са изведени от експлоатация. На 22 март 1949 г. централата е пусната пробно на 12 MW, а на 2 декември 1949 г. е официално открита.
Първоначалният замисъл е централата да използва за гориво въглища от Софийския басейн, но той не успява да достигне нужното производство. След 1963 година централата започва да използва мазут, а от февруари 1975 мазут и природен газ, смесено или разделно.